# 체무힝어
체무힝어(Cèmuhî) 또는 와가프어(Wagap)는 누벨칼레도니 섬 푸앵디미에, 코네, 투오 지역에서 쓰이는 오세아니아어군 언어이다. 체무힝어는 약 3,300명의 화자가 있으며 프랑스의 지역 언어로 여겨진다.

## 음운론

### 모음
아래 표는 체무힝어의 모음 체계이다. 모든 모음은 장단 및 비음화 여부를 구별한다.
|          | 전설 | 중설 | 후설 |
| -------- | ---- | ---- | ---- |
| 고모음   | i    |      | u    |
| 중고모음 | e    |      | o    |
| 중저모음 | ɛ    |      | ɔ    |
| 저모음   | a    |      |      |

### 성조
체무힝어는 이웃 언어인 파이칭어와 함께  변별적 성조가 발달한 몇 안 되는 오스트로네시아어족 언어 중 하나이다. 그러나 누벨칼레도니어군의 다른 성조 언어들과 달리, 체무힝어에는 고조, 중간조, 저조의 세 가지 음높이가 있다.

## 참고 문헌
- Jean-Claude Rivierre([[:fr:{{{3}}}|프랑스어판]]) (1972). Les Tons de la langue de Touho (Nouvelle-Calédonie) : Etude diachronique. Bulletin de la Société de Linguistique de Paris, 1972, vol.67, n°1, p. 301-316.
- Rivierre, Jean-Claude (1980). 《La Langue de Touho : Phonologie et grammaire du Cèmuhî (Nouvelle-Calédonie)》. Paris: Société d'Etudes Linguistiques et Anthropologiques de France. 363쪽.
- Rivierre, Jean-Claude (1983). 《Dictionnaire cèmuhî – français, suivi d'un lexique français – cèmuhî》. Paris: Société d'Etudes Linguistiques et Anthropologiques de France. 375쪽.